# Estación de Artá
Artá es una estación ferroviaria clausurada en el municipio español de homónimo en Mallorca, comunidad autónoma de Islas Baleares. Fue la estación terminal del Ferrocarril Secundario Manacor - Artá desde 1921 hasta su clausura en 1977.

## Historia
En 1916 se iniciaron los trabajos para la ampliación de la línea Palma-Manacor. Finalmente, el 29 de marzo de 1921 se amplió la red con la apertura de la sección entre Manacor y Son Servera, ampliándose a su vez hasta Artá el 16 de junio de 1921. A este tramo se le conoció como Ferrocarril secundario Manacor - Artá. Ambos tramos, de 30,35 km en total, fueron inaugurados previamente el 20 de marzo de 1921. Finalmente, se descartó la proyectada prolongación hasta Capdepera y Cala Ratjada. Inicialmente el ancho de la vía era de tres pies (914 mm).
En 1936, en el marco de la Guerra Civil, la estación vio interrumpido el tráfico ferroviario. En 1941, al no ser la línea de ancho ibérico, la estación no fue nacionalizada y transferida a la recién creada RENFE, sino que pudo conservar su autonomía, al menos durante una década.

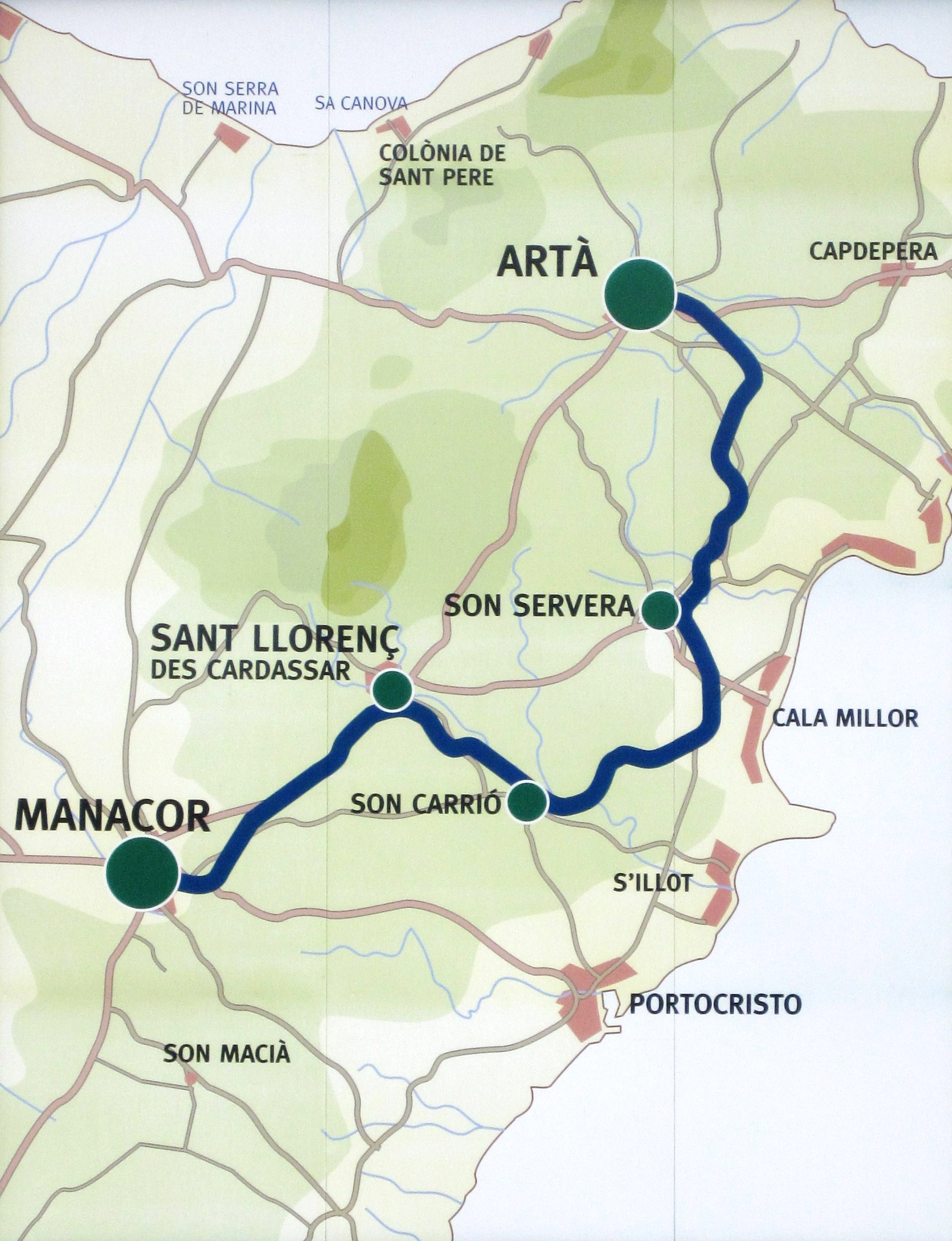
Trazado fuera de servicio desde 1977.

 El 1 de agosto de 1951 las líneas de los Ferrocarriles de Mallorca se nacionalizan y pasan a ser gestionados por Explotación de Ferrocarriles por el Estado (EFE). El patrimonio ferroviario de Ferrocarriles de Mallorca quedó incorporado definitivamente al estado en 1959. EFE inició un proceso de sustitución de la tracción vapor por diésel, que supuso la eliminación de la tracción a vapor, cuyo último servicio aconteció el 12 de diciembre de 1964.
Sin embargo, con la creación de FEVE la explotación quedó a cargo de nueva compañía estatal en 1964. El 20 de junio de 1977 fue clausurado el tramo Empalme-Manacor-Artá (y con ello esta estación), debido a un accidente en un paso a nivel en Petra. El cierre, que iba a ser temporal, se convirtió en definitivo. alegándose falta de rentabilidad económica.
En 2001 el Gobierno de las Islas Baleares inició las obras de reapertura, ya en ancho métrico, del tren a Manacor, ciudad que volvió a ver llegar al ferrocarril en mayo de 2003. En 2009 se iniciaron las obras de una posible reapertura de la línea hasta Artá, siguiendo un modelo de tren-tram. Sin embargo, una polémica urbana sobre la travesía tranviaria por el casco urbano de Manacor en el marco de una grave crisis económica propició que en 2011 se parasen las obras y finalmente en 2013 se canceló definitivamente el proyecto estando realizada toda la explanación, pese a las protestas de dirigentes lcales. Finalmente, en 2015, se inauguró la Vía Verde Manacor-Artá sobre el trazado del antiguo ferrocarril totalizando 29 km, siendo ésta la única vía verde de las Islas Baleares. No obstante en reuniones entre el gobierno balear y el Ayuntamiento de Manacor se ha manifestado el interés en reabrir esta línea.

## La estación
Actualmente el edificio de viajeros acoge un Centro de Visitantes y Artesanía y un punto de alquiler de bicicletas. Fue la estación terminal de la línea de Artá. Se caracterizaba —al igual que todas las construcciones del tramo— por ser de estilo modernista, muy diferente del estilo austero del resto de la línea.
Es de dos plantas y está cubierto por un tejado a dos aguas. Tras su clausura, el edificio quedó sin uso, al igual que la mayoría de estaciones clausuradas de la línea, hasta que fue restaurado en 2002 para ser reconvertido en centro cultural. La rehabilitación, aunque puso fin al proceso de degradación del edificio, fue criticada por defensores del ferrocarril y del patrimonio histórico, ya que se suprimieron elementos como el reloj, la campana, el cartel de estación o las taquillas de venta de billetes.